# Plantilles del Campionat del Món de bàsquet masculí del 2010

## Grup A

### Angola
Entrenador:  Luís Magalhães
| #  | Pos   | Nom                | Any naix. | Equip                    |
| -- | ----- | ------------------ | --------- | ------------------------ |
| 4  | Base  | Olimpio Cipriano   | 1982      | Recreativo Libolo        |
| 5  | Base  | Roberto Fortes     | 1984      | Petróleos Luanda         |
| 6  | Aler  | Carlos Morais      | 1985      | Primeiro de Agosto       |
| 7  | Base  | Domingos Bonifacio | 1984      | Recreativo Libolo        |
| 8  | Aler  | Leonel Paulo       | 1986      | Recreativo Libolo        |
| 9  | Base  | Vladimir Ricardino | 1977      | Primeiro de Agosto       |
| 10 | Pivot | Joaquim Gomes      | 1980      | Primeiro de Agosto       |
| 11 | Pivot | Divaldo Mbunga     | 1985      | Montana State University |
| 12 | Aler  | Felizardo Ambrosio | 1987      | Primeiro de Agosto       |
| 13 | Aler  | Carlos Almeida     | 1976      | Primeiro de Agosto       |
| 14 | Base  | Miguel Lutonda     | 1971      | Primeiro de Agosto       |
| 15 | Pivot | Eduardo Mingas     | 1979      | Primeiro de Agosto       |

### Argentina
Entrenador:  Sergio Hernández
| #  | Pos   | Nom                  | Any naix. | Equip                      |
| -- | ----- | -------------------- | --------- | -------------------------- |
| 4  | Aler  | Luis Scola           | 1980      | Houston Rockets            |
| 5  | Base  | Pablo Prigioni       | 1977      | Reial Madrid               |
| 6  | Pivot | Román González       | 1978      | Asociación Atlética Quimsa |
| 7  | Pivot | Fabricio Oberto      | 1975      | Washington Wizards         |
| 8  | Pivot | Juan Pedro Gutiérrez | 1983      | Obras Sanitarias           |
| 9  | Base  | Luis Cequeira        | 1985      | Obras Sanitarias           |
| 10 | Base  | Carlos Delfino       | 1982      | Milwaukee Bucks            |
| 11 | Base  | Paolo Quinteros      | 1979      | CAI Zaragoza               |
| 12 | Aler  | Leo Gutiérrez        | 1978      | Peñarol Mar del Plata      |
| 13 | Aler  | Marcos Mata          | 1986      | Peñarol Mar del Plata      |
| 14 | Base  | Hernán Jasen         | 1978      | Asefa Estudiantes          |
| 15 | Aler  | Federico Kammerichs  | 1980      | Regatas                    |

### Austràlia
Entrenador:  Brett Brown
| #  | Pos   | Nom              | Any naix. | Equip                  |
| -- | ----- | ---------------- | --------- | ---------------------- |
| 4  | Base  | Damian Martin    | 1984      | Perth Wildcats         |
| 5  | Base  | Patrick Mills    | 1988      | Portland Trail Blazers |
| 6  | Base  | Adam Gibson      | 1986      | Gold Coast Blaze       |
| 7  | Aler  | Joe Ingles       | 1987      | CB Granada             |
| 8  | Base  | Brad Newley      | 1985      | Lietuvos Rytas         |
| 9  | Base  | Steven Marković  | 1985      | Red Star Belgrade      |
| 10 | Aler  | David Barlow     | 1983      | CAI Zaragoza           |
| 11 | Aler  | Mark Worthington | 1983      | Brose Baskets          |
| 12 | Pivot | Aron Baynes      | 1986      | EWE Baskets            |
| 13 | Aler  | David Andersen   | 1980      | Toronto Raptors        |
| 14 | Aler  | Matt Nielsen     | 1978      | Olympiacos             |
| 15 | Pivot | Aleks Marić      | 1984      | Panathinaikos          |

### Alemanya
Entrenador:  Dirk Bauermann
| #  | Pos   | Nom                    | Any naix. | Equip                 |
| -- | ----- | ---------------------- | --------- | --------------------- |
| 4  | Base  | Lucca Staiger          | 1988      | ALBA Berlin           |
| 5  | Base  | Heiko Schaffartzik     | 1984      | Türk Telekom B.K.     |
| 6  | Base  | Per Günther            | 1988      | Ratiopharm Ulm        |
| 7  | Pivot | Tibor Pleiß            | 1989      | Brose Baskets         |
| 8  | Pivot | Christopher McNaughton | 1982      | EWE Baskets Oldenburg |
| 9  | Base  | Steffen Hamann         | 1981      | FC Bayern de Múnic    |
| 10 | Base  | Demond Greene          | 1979      | FC Bayern de Múnic    |
| 11 | Pivot | Tim Ohlbrecht          | 1988      | Telekom Baskets Bonn  |
| 12 | Aler  | Elias Harris           | 1989      | Gonzaga University    |
| 13 | Aler  | Philipp Schwethelm     | 1989      | Eisbären Bremerhaven  |
| 14 | Aler  | Robin Benzing          | 1989      | Ratiopharm Ulm        |
| 15 | Aler  | Jan-Hendrik Jagla      | 1981      | Asseco Prokom Gdynia  |

### Jordània
Entrenador:  Mário Palma
| #  | Pos   | Nom                     | Any naix. | Equip                      |
| -- | ----- | ----------------------- | --------- | -------------------------- |
| 4  | Base  | Fadel Al-Najjar         | 1985      | Zain                       |
| 5  | Base  | Rasheim Wright          | 1981      | Sagesse                    |
| 6  | Base  | Zaid Abbas              | 1983      | Applied Science University |
| 7  | Base  | Mousa Al-Awadi          | 1985      | Zain                       |
| 8  | Aler  | Mohammad Hamdan         | 1984      | Applied Science University |
| 9  | Aler  | Enver Soobzokov         | 1978      | Zain                       |
| 10 | Base  | Sam Daghlas             | 1979      | Zain                       |
| 11 | Base  | Wesam Al-Sous           | 1983      | Applied Science University |
| 12 | Pivot | Ali Jamal Zaghab        | 1988      | Ryadi                      |
| 13 | Pivot | Zaid Al-Khas            | 1976      | Zain                       |
| 14 | Pivot | Mohammad Shaher Hussein | 1990      | Zain                       |
| 15 | Pivot | Ayman Adais             | 1978      | Zain                       |

### Sèrbia
Entrenador:  Dušan Ivković
| #  | Pos   | Nom               | Any naix. | Equip                      |
| -- | ----- | ----------------- | --------- | -------------------------- |
| 4  | Base  | Miloš Teodosić    | 1987      | Olympiacos                 |
| 5  | Base  | Milenko Tepić     | 1987      | Panathinaikos              |
| 6  | Base  | Aleksandar Rašić  | 1984      | Partizan Belgrade          |
| 7  | Base  | Ivan Paunić       | 1987      | Aris                       |
| 8  | Aler  | Nemanja Bjelica   | 1988      | Caja Laboral               |
| 9  | Base  | Stefan Marković   | 1988      | Benetton Treviso           |
| 10 | Aler  | Duško Savanović   | 1983      | Power Electronics Valencia |
| 11 | Aler  | Marko Kešelj      | 1988      | Olympiacos                 |
| 12 | Pivot | Nenad Krstić      | 1983      | Oklahoma City Thunder      |
| 13 | Pivot | Kosta Perović     | 1985      | Regal FC Barcelona         |
| 14 | Aler  | Novica Veličković | 1986      | Reial Madrid               |
| 15 | Aler  | Milan Mačvan      | 1989      | Hemofarm                   |

## Grup B

### Brasil
Entrenador:  Rubén Magnano
| #  | Pos   | Nom                  | Any naix. | Equip                |
| -- | ----- | -------------------- | --------- | -------------------- |
| 4  | Aler  | Marcelo Machado      | 1975      | Flamengo             |
| 5  | Base  | Nezinho dos Santos   | 1985      | Universo de Brasília |
| 6  | Pivot | Murilo Becker        | 1984      | São José             |
| 7  | Base  | Raul Togni Neto      | 1992      | Minas                |
| 8  | Aler  | Alex Garcia          | 1980      | Universo de Brasília |
| 9  | Base  | Marcelo Huertas      | 1983      | Caja Laboral         |
| 10 | Base  | Leandro Barbosa      | 1982      | Toronto Raptors      |
| 11 | Aler  | Anderson Varejão     | 1982      | Cleveland Cavaliers  |
| 12 | Aler  | Guilherme Giovannoni | 1980      | Universo de Brasília |
| 13 | Pivot | João Paulo Batista   | 1981      | Le Mans              |
| 14 | Aler  | Marquinhos           | 1984      | EC Pinheiros         |
| 15 | Pivot | Tiago Splitter       | 1985      | San Antonio Spurs    |

### Croàcia
Entrenador:  Josip Vranković
| #  | Pos   | Nom              | Any naix. | Equip                  |
| -- | ----- | ---------------- | --------- | ---------------------- |
| 4  | Base  | Roko Ukić        | 1984      | Fenerbahçe Ülker       |
| 5  | Base  | Davor Kus        | 1978      | Sense equip            |
| 6  | Base  | Marko Popović    | 1982      | UNICS Kazan            |
| 7  | Aler  | Bojan Bogdanović | 1989      | KK Cibona              |
| 8  | Base  | Rok Stipčević    | 1986      | KK Cibona              |
| 9  | Aler  | Marko Tomas      | 1985      | Fenerbahçe Ülker       |
| 10 | Base  | Zoran Planinić   | 1982      | BC Khimki              |
| 11 | Pivot | Ante Tomić       | 1987      | Reial Madrid           |
| 12 | Pivot | Krešimir Lončar  | 1983      | BC Khimki              |
| 13 | Aler  | Marko Banić      | 1984      | Bizkaia Bilbao Basket  |
| 14 | Pivot | Luka Žorić       | 1984      | KK Zagreb              |
| 15 | Pivot | Lukša Andrić     | 1985      | Galatasaray Café Crown |

### Iran
Entrenador:  Veselin Matić
| #  | Pos   | Nom                  | Any naix. | Equip                  |
| -- | ----- | -------------------- | --------- | ---------------------- |
| 4  | Pivot | Mousa Nabipour       | 1983      | Azad University Tehran |
| 5  | Base  | Aren Davoudi         | 1986      | Zob Ahan Isfahan       |
| 6  | Base  | Javad Davari         | 1983      | Petrochimi Bandar Imam |
| 7  | Base  | Mehdi Kamrani        | 1982      | Mahram Tehran          |
| 8  | Base  | Saman Veisi          | 1982      | Shahrdari Gorgan       |
| 9  | Base  | Iman Zandi           | 1981      | Louleh a.s Bond Shiraz |
| 10 | Aler  | Mohammad Hassanzadeh | 1990      | Saba Mehr Qazvin       |
| 11 | Aler  | Oshin Sahakian       | 1986      | Zob Ahan Isfahan       |
| 12 | Aler  | Arsalan Kazemi       | 1990      | Rice University        |
| 13 | Pivot | Asghar Kardoust      | 1986      | Azad University Tehran |
| 14 | Base  | Saeid Davarpanah     | 1987      | Petrochimi Bandar Imam |
| 15 | Pivot | Hamed Haddadi        | 1985      | Memphis Grizzlies      |

### Eslovènia
Entrenador:  Memi Bečirovič
| #  | Pos   | Nom             | Any naix. | Equip               |
| -- | ----- | --------------- | --------- | ------------------- |
| 4  | Aler  | Uroš Slokar     | 1983      | Montepaschi Siena   |
| 5  | Base  | Jaka Lakovič    | 1978      | Regal FC Barcelona  |
| 6  | Base  | Samo Udrih      | 1979      | Cibona              |
| 7  | Base  | Sani Bečirovič  | 1981      | Armani Jeans Milano |
| 8  | Base  | Jaka Klobučar   | 1987      | Partizan Belgrade   |
| 9  | Aler  | Hasan Rizvić    | 1984      | Union Olimpija      |
| 10 | Aler  | Boštjan Nachbar | 1980      | Efes Pilsen         |
| 11 | Base  | Goran Dragić    | 1986      | Phoenix Suns        |
| 12 | Aler  | Goran Jagodnik  | 1974      | Hemofarm            |
| 13 | Pivot | Miha Zupan      | 1982      | Trikala             |
| 14 | Pivot | Gašper Vidmar   | 1987      | Fenerbahçe Ülker    |
| 15 | Pivot | Primož Brezec   | 1979      | Milwaukee Bucks     |

### Tunísia
Entrenador:  Adel Tlatli
| #  | Pos   | Nom                 | Any naix. | Equip                 |
| -- | ----- | ------------------- | --------- | --------------------- |
| 4  | Aler  | Radhouane Slimane   | 1980      | An Nasr               |
| 5  | Base  | Marouan Laghnej     | 1986      | JS Kairouan           |
| 6  | Base  | Nizar Knioua        | 1983      | Stade Nabeulien       |
| 7  | Aler  | Naim Dhifallah      | 1982      | Club Africain         |
| 8  | Base  | Marouan Kechrid     | 1981      | Amel Sportif Esaouira |
| 9  | Aler  | Mohamed Hdidane     | 1986      | Stade Nabeulien       |
| 10 | Aler  | Atef Maoua          | 1981      | CD Huelva Baloncesto  |
| 11 | Pivot | Mokhtar Ghyaza      | 1986      | ES Rades              |
| 12 | Aler  | Makrem Ben Romdhane | 1989      | ÉS Sahel              |
| 13 | Base  | Amine Rzig          | 1980      | Stade Nabeulien       |
| 14 | Pivot | Hamdi Braa          | 1986      | ÉS Sahel              |
| 15 | Pivot | Salah Mejri         | 1986      | ÉS Sahel              |

### Estats Units
Entrenador:  Mike Krzyzewski
| #  | Pos   | Nom               | Any naix. | Equip                  |
| -- | ----- | ----------------- | --------- | ---------------------- |
| 4  | Base  | Chauncey Billups  | 1976      | Denver Nuggets         |
| 5  | Aler  | Kevin Durant      | 1988      | Oklahoma City Thunder  |
| 6  | Base  | Derrick Rose      | 1988      | Chicago Bulls          |
| 7  | Base  | Russell Westbrook | 1988      | Oklahoma City Thunder  |
| 8  | Aler  | Rudy Gay          | 1986      | Memphis Grizzlies      |
| 9  | Base  | Andre Iguodala    | 1984      | Philadelphia 76ers     |
| 10 | Aler  | Danny Granger     | 1983      | Indiana Pacers         |
| 11 | Base  | Stephen Curry     | 1988      | Golden State Warriors  |
| 12 | Base  | Eric Gordon       | 1988      | Los Angeles Clippers   |
| 13 | Aler  | Kevin Love        | 1988      | Minnesota Timberwolves |
| 14 | Aler  | Lamar Odom        | 1979      | Los Angeles Lakers     |
| 15 | Pivot | Tyson Chandler    | 1982      | Dallas Mavericks       |

## Grup C

### Xina
Entrenador:  Bob Donewald
| #  | Pos   | Nom          | Any naix. | Equip                     |
| -- | ----- | ------------ | --------- | ------------------------- |
| 4  | Aler  | Ding Jinhui  | 1990      | Zhejiang Whirlwinds       |
| 5  | Base  | Liu Wei      | 1980      | Shanghai Sharks           |
| 6  | Base  | Yu Shulong   | 1990      | Jilin Northeast Tigers    |
| 7  | Base  | Wang Shipeng | 1983      | Guangdong Southern Tigers |
| 8  | Base  | Jin Lipeng   | 1978      | Zhejiang Whirlwinds       |
| 9  | Base  | Sun Yue      | 1985      | Beijing Olympians         |
| 10 | Pivot | Zhang Zhaoxu | 1987      | Shandong Lions            |
| 11 | Pivot | Yi Jianlian  | 1987      | Washington Wizards        |
| 12 | Base  | Guo Ailun    | 1993      | Liaoning Dinosaurs        |
| 13 | Pivot | Su Wei       | 1989      | Guangdong Southern Tigers |
| 14 | Pivot | Wang Zhizhi  | 1977      | Bayi Rockets              |
| 15 | Aler  | Zhou Peng    | 1989      | Guangdong Southern Tigers |

### Costa d'Ivori
Entrenador:  Randoald Dessarzin
| #  | Pos   | Nom                  | Any naix. | Equip                    |
| -- | ----- | -------------------- | --------- | ------------------------ |
| 4  | Base  | Pape-Philippe Amagou | 1985      | Kavala                   |
| 5  | Base  | Errick Craven        | 1983      | Clermont                 |
| 6  | Aler  | Charles Abouo        | 1989      | Brigham Young University |
| 7  | Base  | Issife Soumahoro     | 1988      | Strasbourg               |
| 8  | Base  | Kinidinnin Konate    | 1980      | Abidjan                  |
| 9  | Base  | Mouloukou Diabate    | 1987      | Dijon                    |
| 10 | Aler  | Ismaël N'Diaye       | 1982      | Lausanne                 |
| 11 | Aler  | Wilfrid Aka          | 1979      | Paris-Levallois          |
| 12 | Aler  | Jonathan Kale        | 1985      | Phoenix Hagen            |
| 13 | Aler  | Didier Tape          | 1981      | Rodez-Aveyron            |
| 14 | Pivot | Namori Meite         | 1988      | Évreux                   |
| 15 | Pivot | Mohamed Kone         | 1981      | Lagun Aro GBC            |

### Grècia
Entrenador:  Jonas Kazlauskas
| Number | Pos   | Nom                     | Any naix. | Equip             |
| ------ | ----- | ----------------------- | --------- | ----------------- |
| 4      | Pivot | Ian Vugiukas            | 1985      | Panathinaikos     |
| 5      | Pivot | Giannis Burusis         | 1983      | Olympiacos        |
| 6      | Base  | Nikólaos Zisis          | 1983      | Montepaschi Siena |
| 7      | Base  | Vasílios Spanulis       | 1982      | Olympiacos        |
| 8      | Base  | Nick Calathes           | 1989      | Panathinaikos     |
| 9      | Aler  | Andonis Fotsis          | 1981      | Panathinaikos     |
| 10     | Aler  | Giorgos Príndezis       | 1985      | Unicaja           |
| 11     | Aler  | Stratos Perpéroglu      | 1984      | Panathinaikos     |
| 12     | Aler  | Kostas Tsartsarís       | 1979      | Panathinaikos     |
| 13     | Base  | Dimitris Diamandidis    | 1980      | Panathinaikos     |
| 14     | Aler  | Kostas Kaimakoglu       | 1983      | Panathinaikos     |
| 15     | Pivot | Sofoklís Skhortsianitis | 1985      | Maccabi Tel Aviv  |

### Puerto Rico
Entrenador:  Manolo Cintrón
| #  | Pos   | Nom                   | Any naix. | Equip                   |
| -- | ----- | --------------------- | --------- | ----------------------- |
| 4  | Pivot | Peter John Ramos      | 1985      | Fujian SBS Xunxing      |
| 5  | Base  | José Juan Barea       | 1984      | Dallas Mavericks        |
| 6  | Base  | Filiberto Rivera      | 1982      | Gallitos de Isabela     |
| 7  | Base  | Carlos Arroyo         | 1979      | Miami Heat              |
| 8  | Aler  | Carmelo Lee           | 1977      | Vaqueros de Bayamón     |
| 9  | Base  | David Huertas         | 1987      | Piratas de Quebradillas |
| 10 | Base  | Guillermo Diaz        | 1985      | Pepsi Caserta           |
| 11 | Aler  | Nathan Peavy          | 1985      | Artland Dragons         |
| 12 | Aler  | Ángel Daniel Vassallo | 1986      | ASVEL Lyon-Villeurbanne |
| 13 | Aler  | Renaldo Balkman       | 1984      | Denver Nuggets          |
| 14 | Aler  | Ricky Sánchez         | 1987      | Cangrejeros de Santurce |
| 15 | Pivot | Daniel Santiago       | 1976      | Efes Pilsen             |

### Rússia
Entrenador:  David Blatt
| #  | Pos   | Nom                 | Any naix. | Equip                    |
| -- | ----- | ------------------- | --------- | ------------------------ |
| 4  | Aler  | Andrei Vorontsévitx | 1987      | CSKA Moscow              |
| 5  | Base  | Ievgueni Kolésnikov | 1985      | Spartak Saint Petersburg |
| 6  | Base  | Serguei Bíkov       | 1983      | CSKA Moscow              |
| 7  | Base  | Vitali Fridzon      | 1985      | Khimki                   |
| 8  | Pivot | Aleksandr Kaun      | 1985      | CSKA Moscow              |
| 9  | Aler  | Aleksei Jukanenko   | 1986      | Dínamo Moscou            |
| 10 | Aler  | Víktor Khriapa      | 1982      | CSKA Moscow              |
| 11 | Base  | Anton Ponkraixov    | 1986      | Spartak Saint Petersburg |
| 12 | Aler  | Serguei Mónia       | 1983      | Dínamo Moscou            |
| 13 | Base  | Dmitri Khvostov     | 1985      | Dínamo Moscou            |
| 14 | Base  | Ievgueni Vóronov    | 1986      | Krasnye Krylya Samara    |
| 15 | Pivot | Timofei Mozgov      | 1986      | New York Knicks          |

### Turquia
Entrenador:  Bogdan Tanjević
| #  | Pos   | Nom              | Any naix. | Equip            |
| -- | ----- | ---------------- | --------- | ---------------- |
| 4  | Base  | Cenk Akyol       | 1987      | Efes Pilsen      |
| 5  | Base  | Sinan Güler      | 1983      | Efes Pilsen      |
| 6  | Pivot | Ömer Aşık        | 1986      | Chicago Bulls    |
| 7  | Base  | Ömer Onan        | 1978      | Fenerbahçe Ülker |
| 8  | Aler  | Ersan İlyasova   | 1987      | Milwaukee Bucks  |
| 9  | Pivot | Semih Erden      | 1986      | Boston Celtics   |
| 10 | Base  | Kerem Tunçeri    | 1979      | Efes Pilsen      |
| 11 | Pivot | Oğuz Savaş       | 1987      | Fenerbahçe Ülker |
| 12 | Aler  | Kerem Gönlüm     | 1977      | Efes Pilsen      |
| 13 | Base  | Ender Arslan     | 1983      | Efes Pilsen      |
| 14 | Base  | Barış Ermiş      | 1985      | Banvitspor       |
| 15 | Aler  | Hidayet Türkoğlu | 1979      | Phoenix Suns     |

## Grup D

### Canadà
Entrenador:  Leo Rautins
| #  | Pos   | Nom               | Any naix. | Equip                      |
| -- | ----- | ----------------- | --------- | -------------------------- |
| 4  | Base  | Jermaine Anderson | 1983      | BC Triumph Lyubertsy       |
| 5  | Aler  | Kelly Olynyk      | 1991      | Gonzaga University         |
| 6  | Base  | Ryan Bell         | 1984      | Espoon Honka               |
| 7  | Aler  | Jermaine Bucknor  | 1983      | Aix-Maurienne              |
| 8  | Base  | Denham Brown      | 1983      | Barangay Ginebra Kings     |
| 9  | Aler  | Olu Famutimi      | 1984      | Oyak Renault               |
| 10 | Base  | Andy Rautins      | 1986      | New York Knicks            |
| 11 | Aler  | Aaron Doornekamp  | 1985      | Pepsi Caserta              |
| 12 | Pivot | Robert Sacre      | 1989      | Gonzaga University         |
| 13 | Aler  | Jevohn Shepherd   | 1986      | GiroLive Ballers Osnabrück |
| 14 | Aler  | Levon Kendall     | 1984      | Maroussi                   |
| 15 | Pivot | Joel Anthony      | 1982      | Miami Heat                 |

### França
Entrenador:  Vincent Collet
| #  | Pos   | Nom              | Any naix. | Equip                      |
| -- | ----- | ---------------- | --------- | -------------------------- |
| 4  | Base  | Andrew Albicy    | 1990      | Paris-Levallois Basket     |
| 5  | Aler  | Nicolas Batum    | 1988      | Portland Trail Blazers     |
| 6  | Base  | Fabien Causeur   | 1987      | Cholet                     |
| 7  | Aler  | Alain Koffi      | 1983      | Le Mans                    |
| 8  | Pivot | Ian Mahinmi      | 1986      | Dallas Mavericks           |
| 9  | Base  | Edwin Jackson    | 1989      | Rouen                      |
| 10 | Base  | Yannick Bokolo   | 1985      | Gravelines                 |
| 11 | Aler  | Florent Piétrus  | 1981      | Power Electronics València |
| 12 | Base  | Nando de Colo    | 1987      | Power Electronics València |
| 13 | Aler  | Boris Diaw       | 1982      | Charlotte Bobcats          |
| 14 | Aler  | Mickaël Gelabale | 1983      | Cholet                     |
| 15 | Aler  | Ali Traore       | 1985      | Lottomatica Roma           |

### Líban
Entrenador:  Tab Baldwin
| #  | Pos   | Nom             | Any naix. | Equip                              |
| -- | ----- | --------------- | --------- | ---------------------------------- |
| 4  | Base  | Jean Abdel-Nour | 1983      | Al-Riyadi                          |
| 5  | Pivot | Jackson Vroman  | 1981      | Mahram Tehran                      |
| 6  | Base  | Ali Mahmoud     | 1983      | Al-Riyadi                          |
| 7  | Base  | Rony Fahed      | 1981      | Tianjin Ronggang                   |
| 8  | Aler  | Elie Rustom     | 1987      | Al-Mouttahed                       |
| 9  | Base  | Elie Estephane  | 1986      | Champville                         |
| 10 | Pivot | Ali Kanaan      | 1985      | University of Massachusetts–Lowell |
| 11 | Base  | Rodrigue Akl    | 1985      | Al-Riyadi                          |
| 12 | Aler  | Ali Fakhredine  | 1983      | Al-Riyadi                          |
| 13 | Aler  | Matt Freije     | 1981      | Mets de Guaynabo                   |
| 14 | Base  | Ghaleb Rida     | 1981      | Champville                         |
| 15 | Aler  | Fadi El Khatib  | 1979      | Champville                         |

### Lituània
Entrenador:  Kęstutis Kemzūra
| #  | Pos   | Nom                      | Any naix. | Equip                      |
| -- | ----- | ------------------------ | --------- | -------------------------- |
| 4  | Base  | Renaldas Seibutis        | 1985      | Bizkaia Bilbao Basket      |
| 5  | Base  | Mantas Kalnietis         | 1986      | Žalgiris                   |
| 6  | Aler  | Jonas Mačiulis           | 1985      | AJ Milano                  |
| 7  | Base  | Martynas Pocius          | 1986      | Žalgiris                   |
| 8  | Base  | Martynas Gecevičius      | 1988      | Lietuvos Rytas             |
| 9  | Base  | Tomas Delininkaitis      | 1981      | PAOK                       |
| 10 | Aler  | Simas Jasaitis           | 1982      | Galatasaray Café Crown     |
| 11 | Aler  | Linas Kleiza             | 1985      | Toronto Raptors            |
| 12 | Aler  | Tadas Klimavičius        | 1982      | Žalgiris                   |
| 13 | Aler  | Paulius Jankūnas         | 1984      | Žalgiris                   |
| 14 | Pivot | Martynas Andriuškevičius | 1986      | Meridiano Alicante         |
| 15 | Pivot | Robertas Javtokas        | 1980      | Power Electronics Valencia |

### Nova Zelanda
Entrenador:  Nenad Vučinić
| #  | Pos   | Nom                | Any naix. | Equip                |
| -- | ----- | ------------------ | --------- | -------------------- |
| 4  | Base  | Lindsay Tait       | 1982      | Wellington Saints    |
| 5  | Base  | Michael Fitchett   | 1982      | Nelson Giants        |
| 6  | Base  | Kirk Penney        | 1980      | New Zealand Breakers |
| 7  | Aler  | Mika Vukona        | 1982      | New Zealand Breakers |
| 8  | Aler  | Phill Jones        | 1974      | Cairns Taipans       |
| 9  | Base  | Jeremy Kench       | 1984      | Christchurch Cougars |
| 10 | Aler  | Benny Anthony      | 1988      | New Zealand Breakers |
| 11 | Aler  | Pero Cameron       | 1974      | Wellington Saints    |
| 12 | Aler  | Thomas Abercrombie | 1987      | New Zealand Breakers |
| 13 | Aler  | Casey Frank        | 1977      | Wellington Saints    |
| 14 | Aler  | Craig Bradshaw     | 1983      | VEF Riga             |
| 15 | Pivot | Alex Pledger       | 1987      | New Zealand Breakers |

### Espanya
Entrenador:  Sergio Scariolo
| #  | Pos   | Nom                   | Any naix. | Equip                      |
| -- | ----- | --------------------- | --------- | -------------------------- |
| 4  | Aler  | Fernando San Emeterio | 1984      | Caja Laboral               |
| 5  | Base  | Rudy Fernández        | 1985      | Portland Trail Blazers     |
| 6  | Base  | Ricky Rubio           | 1990      | Regal FC Barcelona         |
| 7  | Base  | Juan Carlos Navarro   | 1980      | Regal FC Barcelona         |
| 8  | Base  | Raül López            | 1980      | Khimki                     |
| 9  | Aler  | Felipe Reyes          | 1980      | Reial Madrid               |
| 10 | Aler  | Víctor Claver         | 1988      | Power Electronics Valencia |
| 11 | Pivot | Fran Vázquez          | 1983      | Regal FC Barcelona         |
| 12 | Base  | Sergio Llull          | 1987      | Reial Madrid               |
| 13 | Pivot | Marc Gasol            | 1985      | Memphis Grizzlies          |
| 14 | Aler  | Álex Mumbrú           | 1979      | Bizkaia Bilbao Basket      |
| 15 | Aler  | Jorge Garbajosa       | 1977      | Reial Madrid               |